# Arxidiòcesi de Malabo
L'Arxidiòcesi de Malabo (en llatí: Archidiœcesis Malaboensis) és l'única Arxidiòcesi de l'Església Catòlica al país africà de Guinea Equatorial.

## Territori
L'arxidiòcesi es troba a la part insular de Guinea Equatorial, i comprèn les illes d'Annobón i Bioko.
La seu arxiepiscopal és la ciutat de Malabo, capital de Guinea Equatorial, on es troba la catedral de Santa Isabel.
El territori s'estén sobre 2.034 km² i està dividit en 33 parròquies.

## Història
Després de la cessió a Espanya de l'illa de Bioko per part de Portugal amb el tractat de San Ildefonso (1777) i El Pardo (1778), l'illa va passar a formar part de la Governació de Fernando Poo i Annobón i del Virregnat del Riu de la Plata (fundat en 1776), sent el país evangelitzat per primera vegada pels jesuïtes, després que es va expulsar els pocs missioners protestants que els havien precedit. El 10 d'octubre de 1855, el Vicariat Apostòlic d'Annobón, Corisco i illa de Fernando Poo (Bioko) va ser constituït: el seu territori va ser separat del Vicariat Apostòlic de les dues Guinees i Senegambia. El 12 de maig de 1902, es canvia el nom a Vicariato Apostòlic de Fernando Poo. El 3 de maig de 1966, es va convertir en el Vicariat de la Diòcesi de Santa Isabel.
Ja després de la independència de Guinea Equatorial a l'octubre de 1968, el 14 d'abril de 1974, durant la dictadura de Francisco Macías Nguema, la diòcesi va passar a anomenar-se Malabo, sent suprimida pel règim dictatorial el 1976. Després de la caiguda de Macías, en 1982 va ser de nou establerta, i el 15 d'octubre de 1982, va ser elevada a arxidiòcesi. Aquest mateix any es va produir la primera visita del papa Joan Pau II a Guinea Equatorial.
La diòcesi de Bata i la d'Ebebiyín són sufragànies de Malabo. L'arxidiòcesi és un membre de l'Associació de les Conferències Episcopals d'Àfrica Central (ACEAC).

## Llista de Bisbes
- Pere Coll Armengol, C.M.F. (1890-1918)
- Nicolás González Pérez, C.M.F. (1918-1935)
- Leoncio Fernández Galilea, C.M.F. (1935-1957)
- Francisco Gómez Marijuán, C.M.F. (1957-1974)
- Vicente Bernikon (1974-1976)
- 1976 - 1982, vacant
- Rafael María Nze Abuy (1982-1991)
- Ildefonso Obama Obono (1991-2015)
- Juan Nsue Edjang Mayé (2015- ?)

## Estadístiques
A finals del 2013, la diòcesi tenia 283.000 batejats sobre una població de 312.000 persones, equivalent al 90,7% del total.
| any  | població | població | població | sacerdots | sacerdots       | sacerdots       | sacerdots             | diàques | religiosos | religiosos | parroquies |
| ---- | -------- | -------- | -------- | --------- | --------------- | --------------- | --------------------- | ------- | ---------- | ---------- | ---------- |
| any  | batejats | total    | %        | total     | clergat secular | clergat regular | batejats por sacerdot | diàques | homes      | dones      |            |
| 1970 | 58.512   | 70.500   | 83,0     | 23        |                 | 23              | 2.544                 |         | 31         | 34         | 71         |
| 1980 | 68.000   | 72.000   | 94,4     | 6         | 4               | 2               | 11.333                |         | 2          | 20         | 21         |
| 1990 | 77.800   | 89.000   | 87,4     | 24        | 7               | 17              | 3.241                 |         | 31         | 75         | 26         |
| 1999 | 77.852   | 90.526   | 86,0     | 21        | 5               | 16              | 3.707                 |         | 20         | 58         | 30         |
| 2000 | 77.852   | 90.000   | 86,5     | 22        | 6               | 16              | 3.538                 |         | 27         | 58         | 30         |
| 2001 | 77.852   | 90.000   | 86,5     | 19        | 8               | 11              | 4.097                 |         | 20         | 58         | 30         |
| 2002 | 77.852   | 90.000   | 86,5     | 21        | 10              | 11              | 3.707                 |         | 20         | 58         | 30         |
| 2003 | 238.923  | 265.470  | 90,0     | 23        | 11              | 12              | 10.387                |         | 21         | 58         | 31         |
| 2004 | 238.923  | 265.470  | 90,0     | 22        | 10              | 12              | 10.860                |         | 14         | 58         | 32         |
| 2007 | 256.000  | 284.000  | 90,1     | 23        | 10              | 13              | 11.130                |         | 24         | 75         | 32         |
| 2013 | 283.000  | 312.000  | 90,7     | 37        | 12              | 25              | 7.648                 |         | 34         | 72         | 33         |